# Zapotal San Lorenzo
Zapotal San Lorenzo är en ort i Mexiko.   Den ligger i kommunen Tantoyuca och delstaten Veracruz, i den sydöstra delen av landet, 230 km norr om huvudstaden Mexico City. Zapotal San Lorenzo ligger 162 meter över havet och antalet invånare är 363.
Terrängen runt Zapotal San Lorenzo är huvudsakligen platt. Zapotal San Lorenzo ligger uppe på en höjd. Runt Zapotal San Lorenzo är det ganska tätbefolkat, med 72 invånare per kvadratkilometer. Närmaste större samhälle är Tantoyuca, 12,2 km sydost om Zapotal San Lorenzo. Trakten runt Zapotal San Lorenzo består till största delen av jordbruksmark.